# Campeonato de Futsal de Concacaf de 2020
El Campeonato de Futsal de Concacaf de 2021 fue la 7.ª edición del torneo de fútbol sala, que sirvió como torneo clasificatorio por parte de la Concacaf para la Copa Mundial de fútbol sala de la FIFA 2021 a jugarse en Lituania.
Originalmente comenzaba el 1 de mayo de 2020 y finalizaba el 10 de mayo del mismo año, sin embargo el 19 de marzo de 2020, la Concacaf decidió aplazarlo al 2021. La sede fue Guatemala y participaron un total de trece equipos.
Costa Rica fue nuevamente campeón tras haber superado en la final a Estados Unidos.
Esta edición marcó, además, un hito en la historia del campeonato, con un récord en el número de participantes, pasando de 8 a 16 equipos en la fase de grupos (20, contando la fase previa). Cinco equipos debutaron en esta edición.
El torneo había sido pospuesto indefinidamente debido a la Pandemia de COVID-19 por la Concacaf el día 19 de marzo del 2020. Más tarde fue confirmada para realizarse entre el 30 de abril al 9 de mayo del 2021 en las sedes originales. Finalmente, tras varias bajas, el torneo se disputó entre el 3 y 9 de mayo, con 13 participantes y no 20 como estaba previsto.

## Equipos participantes
En orden alfabético, en cursiva los equipos debutantes.
| Canadá            | Costa Rica | Cuba                 | El Salvador |
| Estados Unidos    | Guatemala  | Haití                | México      |
| Nicaragua         | Panamá     | República Dominicana | Surinam     |
| Trinidad y Tobago |            |                      |             |

## Sedes
Los partidos serán jugados en El Domo y el Gimnasio Teodoro Palacios Flores, de Ciudad de Guatemala.

## Sorteo
El sorteo de la fase de grupos se realizó el 20 de febrero de 2020 a las 14:00 horas en la sede de CONCACAF, ubicada en Miami, Estados Unidos.
Se sortearon 16 plazas, 12 equipos que entraron directamente a la fase de grupos por su posición en el ranking de selecciones de futsal de CONCACAF; además de los 4 equipos provenientes de la fase previa.
El sorteo comenzó asignando a los cabezas de serie directamente a sus grupos, Guatemala fue asignado al grupo A con su condición de anfitrión.
| Bombo 1    | Bombo 2           | Bombo 3     |
| ---------- | ----------------- | ----------- |
| Guatemala  | México            | Curazao     |
| Panamá     | Estados Unidos    | El Salvador |
| Costa Rica | Trinidad y Tobago | Guadalupe   |
| Cuba       | Canadá            | Haití       |

En cuanto a la fase previa, no se realizó sorteo; en su lugar, los enfrentamientos se ordenaron según el ranking de la siguiente manera:
| Clasifica como | Mejor rankeado         | Peor rankeado        |
| -------------- | ---------------------- | -------------------- |
| Clasificado 1  | Sint Maarten           | Martinica            |
| Clasificado 2  | Surinam                | Guayana Francesa     |
| Clasificado 3  | San Cristóbal y Nieves | República Dominicana |
| Clasificado 4  | Nicaragua              | Puerto Rico          |

## Fase de grupos

### Grupo A
| Equipos              | PJ | PG | PE | PP | GF | GC | Dif | Pts |
| -------------------- | -- | -- | -- | -- | -- | -- | --- | --- |
| Guatemala            | 2  | 2  | 0  | 0  | 8  | 5  | +3  | 6   |
| República Dominicana | 2  | 1  | 0  | 1  | 8  | 6  | +2  | 3   |
| Trinidad y Tobago    | 2  | 0  | 0  | 2  | 5  | 10 | -5  | 0   |

#### Resultados
| 3 de mayo de 2021, (8:00 PM UTC-6) | República Dominicana      | 2-4 | Guatemala                                           | Domo Polideportivo, Ciudad de Guatemala |  |
|                                    | Gómez 14' · Domínguez 27' |     | Aguilar 3' · Sandoval 18' · Alay 19' · González 30' |                                         |  |

| 4 de mayo de 2021, (8:00 PM UTC-6) | Trinidad y Tobago        | 2-6 | República Dominicana                                     | Domo Polideportivo, Ciudad de Guatemala |  |
|                                    | George 32' · Neptune 39' |     | Gómez 5' 33' 35' · Álvarez 25' · Lopez 27' · Cestero 40' |                                         |  |

| 5 de mayo de 2020, (8:00 PM UTC-6) | Guatemala                              | 4-3 | Trinidad y Tobago          | Domo Polideportivo, Ciudad de Guatemala |  |
|                                    | Aguilar 11' 39' · Ramos 12' · Ruíz 21' |     | Benny 9' 33' · Neptune 16' |                                         |  |

### Grupo B
| Equipos | PJ | PG | PE | PP | GF | GC | Dif | Pts |
| ------- | -- | -- | -- | -- | -- | -- | --- | --- |
| Panamá  | 2  | 2  | 0  | 0  | 16 | 5  | +11 | 6   |
| Surinam | 2  | 1  | 0  | 1  | 6  | 15 | -9  | 3   |
| México  | 2  | 0  | 0  | 2  | 8  | 10 | -2  | 0   |

#### Resultados
| 3 de mayo de 2021, (4:00 PM UTC-6) | Surinam   | 1-11 | Panamá | Domo Polideportivo, Ciudad de Guatemala |  |
|                                    | Milito 5' |      | Hinks 2' · Castrellon 3' 16' · Del Rosario 13' 27' · Ortiz 18' 29' · Pérez 26' 37' (pen.) 37' (pen.) · Campos 36' |                                         |  |

| 4 de mayo de 2021, (4:00 PM UTC-6) | México                                 | 4-5 | Surinam                                                                       | Domo Polideportivo, Ciudad de Guatemala |  |
|                                    | Paniagua 5' 33' · Soltero 6' · Atri 9' |     | Sastromedjo 12' · Maatrijk 16' · Doesburg 18' · Sánchez 25' (o.g.) · Pita 39' |                                         |  |

| 5 de mayo de 2021, (4:00 PM UTC-6) | Panamá                                               | 5-4 | México | Domo Polideportivo, Ciudad de Guatemala |  |
|                                    | Hinks 4' · Pérez 13' 29' 39' (pen.) · Castrellon 33' |     |        |                                         |  |

### Grupo C
| Equipos    | PJ | PG | PE | PP | GF | GC | Dif | Pts |
| ---------- | -- | -- | -- | -- | -- | -- | --- | --- |
| Costa Rica | 2  | 2  | 0  | 0  | 12 | 1  | +11 | 6   |
| Canadá     | 2  | 1  | 0  | 1  | 5  | 7  | -2  | 3   |
| Haití      | 2  | 0  | 0  | 2  | 2  | 11 | -9  | 0   |

#### Resultados
| 3 de mayo de 2021, (8:00 PM UTC-6) | Haití | 0-7 | Costa Rica                                                         | Domo Polideportivo, Ciudad de Guatemala |  |
|                                    |       |     | Cabalceta 2' 4' 20' · Cordero 19' · Tijerino 23' 38' · Guevara 31' |                                         |  |

| 4 de mayo de 2021, (8:00 PM UTC-6) | Canadá                                                     | 4-2 | Haití                    | Domo Polideportivo, Ciudad de Guatemala |  |
|                                    | Graham 33' · Bennett 37' · Mlah 40' · Dicko-Raynauld 40' · |     | Monfort 16' · Syla 20' · |                                         |  |

| 5 de mayo de 2020, (8:00 PM UTC-6) | Costa Rica                                              | 5-1 | Canadá        | Domo Polideportivo, Ciudad de Guatemala |  |
|                                    | Guevara 5' · Garro 6' 35' · Rodríguez 8' · Vargas 20' · |     | Bennett 35' · |                                         |  |

### Grupo D
| Equipos        | PJ | PG | PE | PP | GF | GC | Dif | Pts |
| -------------- | -- | -- | -- | -- | -- | -- | --- | --- |
| Estados Unidos | 3  | 2  | 1  | 0  | 9  | 5  | +4  | 7   |
| El Salvador    | 3  | 2  | 1  | 0  | 8  | 4  | +4  | 7   |
| Nicaragua      | 3  | 1  | 0  | 2  | 8  | 10 | -2  | 3   |
| Cuba           | 3  | 0  | 0  | 3  | 4  | 10 | -6  | 0   |

#### Resultados
| 3 de mayo de 2021, (12:00 PM UTC-6) | Cuba        | 1-4 | Nicaragua                                               | Domo Polideportivo, Ciudad de Guatemala |  |
|                                     | Moratón 33' |     | Downs 18' · Kripp 30' · Marrero 33' (o.g.) · Zepeda 39' |                                         |  |

| 3 de mayo de 2021, (2:00 PM UTC-6) | Estados Unidos | 1-1 | El Salvador | Domo Polideportivo, Ciudad de Guatemala |  |
|                                    | Maciel 28'     |     | Muñoz 19'   |                                         |  |

| 4 de mayo de 2021, (12:00 PM UTC-6) | El Salvador              | 2-1 | Cuba         | Domo Polideportivo, Ciudad de Guatemala |  |
|                                     | Solís 27' · Sandoval 32' |     | Castillo 13' |                                         |  |

| 4 de mayo de 2021, (2:00 PM UTC-6) | Nicaragua            | 2-4 | Estados Unidos                            | Domo Polideportivo, Ciudad de Guatemala |  |
|                                    | Corea 33' · Luna 35' |     | Klepal 5' 31' · Buenfil 18' · Pondeca 40' |                                         |  |

| 5 de mayo de 2021, (12:00 PM UTC-6) | El Salvador                                           | 5-2 | Nicaragua               | Domo Polideportivo, Ciudad de Guatemala |  |
|                                     | Gómez 18' · Díaz 19' · Chávez 26' · Contreras 34' 38' |     | Kripp 18' · Salinas 30' |                                         |  |

| 5 de mayo de 2021, (2:00 PM UTC-6) | Cuba                      | 2-4 | Estados Unidos                     | Domo Polideportivo, Ciudad de Guatemala |  |
|                                    | Marrero 4' · Castillo 23' |     | Escobar 12' 20' 33' · González 40' |                                         |  |

## Fase final
|  | Cuartos de final     | Cuartos de final |                |           | Semifinales  | Semifinales  |  |  | Final | Final |
|  |                      |                  |                |           |              |              |  |  |       |       |
|  |                      |                  |                |           |              |              |  |  |       |       |
|  |                      |                  |                |           |              |              |  |  |       |       |
|  | Estados Unidos       | 2                |                |           |              |              |  |  |       |       |
|  | Estados Unidos       | 2                |                |           |              |              |  |  |       |       |
|  | República Dominicana | 0                |                |           |              |              |  |  |       |       |
|  | República Dominicana | 0                | Estados Unidos | 2 (5)     |              |              |  |  |       |       |
|  |                      |                  | Estados Unidos | 2 (5)     |              |              |  |  |       |       |
|  |                      | Guatemala        | 2 (4)          |           |              |              |  |  |       |       |
|  | Guatemala            | Guatemala        | 2 (4)          | 3 (4)     |              |              |  |  |       |       |
|  | Guatemala            |                  |                | 3 (4)     |              |              |  |  |       |       |
|  | El Salvador          | 3 (3)            |                |           |              |              |  |  |       |       |
|  | El Salvador          | 3 (3)            | Estados Unidos | 2         |              |              |  |  |       |       |
|  |                      |                  | Estados Unidos | 2         |              |              |  |  |       |       |
|  |                      | Costa Rica       | 3              |           |              |              |  |  |       |       |
|  | Panamá               | Costa Rica       | 3              | 1 (4)     |              |              |  |  |       |       |
|  | Panamá               |                  |                | 1 (4)     |              |              |  |  |       |       |
|  | Canadá               | 1 (3)            |                |           |              |              |  |  |       |       |
|  | Canadá               | 1 (3)            | Panamá         | 1         | Tercer lugar | Tercer lugar |  |  |       |       |
|  |                      |                  | Panamá         | 1         |              |              |  |  |       |       |
|  |                      | Costa Rica       | 3              |           |              |              |  |  |       |       |
|  | Costa Rica           | Costa Rica       | 3              | 12        | Panamá       | 2            |  |  |       |       |
|  | Costa Rica           |                  |                | 12        | Panamá       | 2            |  |  |       |       |
|  | Surinam              | 1                |                | Guatemala | 3            |              |  |  |       |       |
|  | Surinam              | 1                |                |           | 3            |              |  |  |       |       |
|  |                      |                  |                |           |              |              |  |  |       |       |
|  |                      |                  |                |           |              |              |  |  |       |       |

### Cuartos de final
- Los ganadores clasifican a la Copa Mundial, si un equipo no afiliado a la FIFA clasifica a esta fase y gana su partido, el siguiente mejor equipo clasificado que sí sea miembro clasificará al evento.

| 7 de mayo de 2021, (12:30 PM UTC-6) | Estados Unidos          | 2-0 | República Dominicana | Domo Polideportivo, Ciudad de Guatemala |                          |
|                                     | Araujo 3' · Pondeca 27' |     |                      | Árbitro(s): Araya Molina                | Árbitro(s): Araya Molina |

| 7 de mayo de 2021, (3:00 PM UTC-6) | Panamá                                               | 1-1 (t. s.)(4:3 p.)        | Canadá                                               | Domo Polideportivo, Ciudad de Guatemala |                             |
|                                    | Ortiz 20'                                            |                            | Bennett 27'                                          | Árbitro(s): González Flores             | Árbitro(s): González Flores |
|                                    |                                                      | Tiros desde el punto penal |                                                      |                                         |                             |
|                                    | Milord · Castrellon · Pérez · Del Rosario · Maquensi |                            | Belguendouz · Leconte · Renaud · Rodríguez · Bennett |                                         |                             |

| 7 de mayo de 2021, (5:30 PM UTC-6) | Costa Rica | 12-1 | Surinam    | Domo Polideportivo, Ciudad de Guatemala |                             |
|                                    | Cordero 7' (pen.) 15' · Benali 7' (a.g.) · Rodríguez 7' 8' 40' · Cubillo 26' · Gamboa 27' 35' 37' · Fonseca 31' · Cabalceta 39' |      | Esajas 17' | Árbitro(s): Wilkens Barrera             | Árbitro(s): Wilkens Barrera |

| 7 de mayo de 2021, (8:00 PM UTC-6) | Guatemala                                   | 3-3 (t. s.)(4:3 p.)        | El Salvador                                   | Domo Polideportivo, Ciudad de Guatemala |                       |
|                                    | Ramos 34' · Alvarado 40' 46'                |                            | Contreras 19' · Martínez 28' · Sandoval 47'   | Árbitro(s): López Lay                   | Árbitro(s): López Lay |
|                                    |                                             | Tiros desde el punto penal |                                               |                                         |                       |
|                                    | Alay · Santizo · Aguilar · Ramos · Alvarado |                            | Solís · Muñoz · Sandoval · Aguilar · Martínez |                                         |                       |

### Semifinales
| 8 de mayo de 2021, (3:00 PM UTC-6) | Estados Unidos                                                            | 2-2 (t. s.)(5:4 p.)        | Guatemala                                                       | Domo Polideportivo, Ciudad de Guatemala |                            |
|                                    | Gonzalez 8' · Reget 46'                                                   |                            | Ramos 21' · Santizo 45'                                         | Árbitro(s): Wilkens Rivera              | Árbitro(s): Wilkens Rivera |
|                                    |                                                                           | Tiros desde el punto penal |                                                                 |                                         |                            |
|                                    | Mattos · Maciel · Klepal · Gonzalez · Ventura-Junior · Sobreira · Buenfil |                            | Alay · Santizo · Aguilar · Ramos · Alvarado · Ruiz · Campaignac |                                         |                            |

| 8 de mayo de 2021, (6:00 PM UTC-6) | Panamá    | 1-3 | Costa Rica                    | Domo Polideportivo, Ciudad de Guatemala |                           |
|                                    | Pérez 20' |     | Gómez 32' 34' · Cabalceta 34' | Árbitro(s): Castro Flores               | Árbitro(s): Castro Flores |

### Tercer lugar
| 9 de mayo de 2021, (3:00 PM UTC-6) | Panamá                       | 2-3 (t. s.)(0-1 t. s.) | Guatemala                                   | Domo Polideportivo, Ciudad de Guatemala |                           |
|                                    | Ortiz 31' · Pérez 36' (pen.) |                        | Alvarado 3' · Enríquez 32' · Campaignac 49' | Árbitro(s): Araya Barrera               | Árbitro(s): Araya Barrera |

### Final
| 9 de mayo de 2021, (6:00 PM UTC-6) | Estados Unidos              | 2-3 | Costa Rica              | Domo Polideportivo, Ciudad de Guatemala |                            |
|                                    | Gómez 12' 19' · Cordero 16' |     | Gonzalez 6' · Reget 16' | Árbitro(s): González Rivas              | Árbitro(s): González Rivas |

## Campeón
| Bandera de Costa Rica |
| Campeón Costa Rica    |
| 4° título             |

## Premiaciones

### Balón de Oro
Se le otorgó al jugador que mejor jugó durante el transcurso del torneo.
| Jugador           | Selección  |
| ----------------- | ---------- |
| Milinton Tijerino | Costa Rica |

### Futuro Brillante
Premio al jugador futuro brillante de la federación.
| Jugador       | Selección      |
| ------------- | -------------- |
| Tomas Pondeca | Estados Unidos |

### Bota de Oro
| Jugador      | Selección |
| ------------ | --------- |
| Carlos Pérez | Panamá    |

### Guante de Oro
Premio al portero que menos goles encajó en su portería.
| Jugador      | Selección  |
| ------------ | ---------- |
| Cesar Vargas | Costa Rica |

### Juego Limpio
Premio a la selección que menos infracciones cometió durante la competición.
| Selección  |
| ---------- |
| Costa Rica |

## Clasificados a laCopa Mundial de fútbol sala de la FIFA Lituania 2021
| Estados Unidos | Panamá | Costa Rica | Guatemala |
| -------------- | ------ | ---------- | --------- |